# Antônio Ribeiro de Castro
Antônio Ribeiro de Castro (Campos dos Goytacazes, 14 de novembro de 1815 - Campos dos Goytacazes, 8 de julho de 1889) foi um comendador brasileiro, um fidalgo e importante fazendeiro estabelecido no Norte Fluminense.
Filho de Manuel Antônio Ribeiro de Castro, primeiro barão de Santa Rita, com tratamento de grandeza, imigrante português estabelecido em Campos, e da latifundiária campista Dona Anna Francisca Baptista de Almeida Pinheiro, conhecida como "A Fortuna", viúva do capitão Jerônimo Álvares Pereira e mãe do comendador João de Almeida Pereira. Era irmão do visconde de Santa Rita, da viscondessa de Muriaé e da viscondessa de Araruama. Tio do conde de Araruama, do visconde de Ururaí, do visconde de Quissamã, do barão de Monte de Cedro, da baronesa de Vila Franca, da condessa de Araruama e da viscondessa de Santa Rita.
Bacharelou-se em ciências jurídicas e sociais pela Universidade de Coimbra, Portugal, atuando em muitas causas no tribunal campista. 
Destacava-se como produtor de açúcar e aguardente, com engenho movido a vapor, no distrito-sede de Campos. Já na freguesia de Nossa Senhora da Natividade do Carangola, possuía a "Fazenda de São Paulo", com importante fábrica movida a água. Era proprietário de grandes estabelecimentos agrícolas, em vários municípios do norte fluminense, destacando-se o "Fazenda de Santo Antônio", no segundo distrito de São Fidélis. Foi à Europa em diversas ocasiões, importando novas tecnologias e associando-se a instituições científicas renomadas. 
Segundo o historiador João Oscar: "Teria sido o fazendeiro Antônio Ribeiro de Castro, dono de uma grande fazenda na região acima de Guarulhos, em Campos, quem primeiro trouxe imigrantes para emprego na lavoura na planície. Corria o ano de 1857 e a colônia de portugueses que organizou, composta inicialmente de trinta e três pessoas, dele recebeu casas, terras e mudas de canas para plantio, com a condição de que lhe dessem cotas de açúcar e de outros produtos (…) Em carta que enviou ao presidente da Província em 1859, dizia esse esclarecido fazendeiro campista que ‘já não tenho escravos na lavoura e na ocasião da moagem preencho o numero de colonos com eles’, salientando que os demais proprietários deveriam adotar o mesmo sistema". 
Recebeu o título de cavaleiro da Imperial Ordem da Rosa em 15 de abril de 1847. Era membro da Maçonaria e associado de confrarias religiosas e instituições científicas no Brasil e no exterior.
Fotógrafo amador, dedicou-se muito a esta arte desde o tempo dos daguerreótipos, sendo grande estudioso do assunto, importando equipamentos da Europa e dos Estados Unidos da América, constituindo um acervo precioso; paixão legada ao filho varão, Manuel Pinto Ribeiro de Castro.
Católico atuante, membro de várias irmandades, foi um dos principais responsáveis pela construção da Igreja de São Benedicto, em Campos dos Goytacazes (RJ).
Foi, assim como outros membros de sua família, brilhantemente retratado pelo pintor francês Clóvis Arrault.

## Genealogia
Casou-se com sua sobrinha D. Anna Joaquina de Castro Netto, Quiquinha, Dama Honorária da Princesa D. Leopoldina de Bragança Saxe Coburgo e Gotha; nascida a 29 de dezembro de 1825, em Campos dos Goytacazes, na Fazenda de São Francisco de Paula, em prédio hoje conhecido como Solar da Baronesa, propriedade que herdou e onde veio a falecer em 2 de fevereiro de 1895. Era filha do Barão de Muriaé, Manoel Pinto Netto da Cruz, e de D. Rachel Francisca Ribeiro de Castro, primogênita do primeiro Barão com grandeza de Santa Rita, que depois de viúva recebeu o título de Viscondessa de Muriaé.
Do casamento do comendador Antônio Ribeiro de Castro sobreviveram três filhos:
1. Anna Isabel Netto Ribeiro de Castro (1840), Nenenha, casada com o Doutor Bittencourt.
2. Manuel Pinto Ribeiro de Castro (1843-1903), Manuelito, comendador, capitalista, fotógrafo amador, proprietário da Fazenda da Baronesa (Campos), das fazendas das Fruteiras e Lumiá (Macaé) e do prédio hoje conhecido como Palácio dos Urubus, único do município de Macaé tombado pelo INEPAC. Foi casado em primeiras núpcias com D. Felizarda Alchimenna Pereira Rabello e Gavinho, nascendo: Augusto Marianno, Rachel Francisca, Anna Joaquina, Elisa Octavianna e Luísa Maria. Casou-se a segunda vez com D. Maria Francisca Gomes Bittencourt, de quem teve os filhos: Maria, Antônio Francisco e Anna – estes herdeiros foram os últimos familiares proprietários da Fazenda e do Solar da Baronesa, vendida em 7 de abril de 1908 à família Peixoto de Siqueira. Finalmente, consorciou-se com D. Maria Antônia Ribeiro de Azevedo, sendo os pais de Jayme. 
3. Rachel Antônia Netto Ribeiro de Castro (1848-1877), Rachelita, casada a 11 de outubro de 1863, na Fazenda da Baronesa do Muriaé, com o uruguaio Antônio Rodrigues Fernandes Chaves, filho do Barão de Quaraim, com descendência.